# 1233.
◄ | 12. stoljeće | 13. stoljeće | 14. stoljeće | ►
◄ | 1200-ih | 1210-ih | 1220-ih | 1230-ih | 1240-ih | 1250-ih | 1260-ih | ►
◄◄ | ◄ | 1230. | 1231. | 1232. | 1233. | 1234. | 1235. | 1236. | ► | ►►
Arhitektura • Astronomija • Glazba • Knjige • Književnost • Kršćanstvo • Medicina • Pravo • Promet • Znanost

## Događaji
- Papa Grgur XI. proglasio utemeljitelja dominikanskog reda Dominika Guzmana svetim.

## Vanjske poveznice
|  | Zajednički poslužitelj ima još gradiva o temi 1233. |